# Der Musterschüler (1927)
Der Musterschüler ist eine US-amerikanische Stummfilm-Komödie mit Buster Keaton in der Hauptrolle aus dem Jahr 1927. Regie führte James W. Horne.

## Handlung
Ronald, eifriger Streber und Liebling der Lehrer, erfährt von seiner Angebeteten Mary eine schmerzhafte Abfuhr, nachdem er sich bei seiner Rede zum Schulabschluss für mehr Geist und gegen den dümmlichen Sport ausgesprochen hat. Um sie zurückzuerobern, schreibt er sich im College ein und will sich dort im Sport verbessern. Dort scheitert er nicht nur in sämtlichen sportlichen Disziplinen, sondern auch in allen Nebenjobs, die er gezwungen ist anzunehmen. Der Dekan, der Ronalds Probleme kennt und diese selbst als Streber in seiner Jugend hatte, setzt ihn kurzerhand gegen den Willen des Trainers als Steuermann im Ruderteam ein. Ronald verursacht zwar während des Ruderrennens einige Pannen, doch kann er diese wieder ausbügeln, sodass er und seine Mannschaft am Ende den Sieg davontragen. Beim Rennende ist Mary aber nicht anwesend, obwohl sie es Ronald versprochen hatte. Denn Mary wurde von dem sehr sportlichen Nebenbuhler Jeff in ein Zimmer gesperrt und wird von ihm bedrängt. Erst dann wächst Ronald über sich hinaus und kann die Geliebte dank sportlichem Einsatz vor Jeff erretten. Mary und Ronald heiraten auf der Stelle.

## Produktion
College entstand nach Keatons teuerstem Film The General, der ein finanzieller Misserfolg war und erst Jahrzehnte später als einer der größten Filme der Stummfilmzeit gefeiert wurde. In der Folge wurden Buster Keaton von seinem Produzenten Joe Schenck starke finanzielle Beschränkungen auferlegt und ein Drehbuchautor sowie ein Regisseur (James W. Horne) zur Seite gestellt. Keaton war darüber alles andere als glücklich. Tatsächlich sollte dies der Anfang vom Ende seiner Unabhängigkeit als Filmemacher sein. So nimmt sich College im Vergleich zu anderen Keaton-Filmen, die u. a. mit gigantischen Bauten und aufwendigen Stunts und Effekten beeindrucken, eher konventionell aus. Auch liegt er in seiner Thematik The Freshman sehr nahe, mit dem Harold Lloyd schon vor Keaton eine College-Komödie abgeliefert hatte, in der ein weltfremder Studenten-Neuling mit dem College-Leben zu kämpfen hat. Letztlich spielte der mit starker Kontrolle seitens des Produzenten entstandene Film noch weniger Geld ein als The General. 2005 erschien schließlich eine vollsynchronisierte deutsche Fassung, die sich die zumindest am Set real gesprochenen Dialoge zunutze machen konnte.

### Stil
Obwohl eine recht konventionell gehaltene Komödie, ist Keatons Stil unverkennbar, etwa in einer Nummer als untalentierter Barkeeper. Unnachahmlich für Donald O’Connor, der Buster Keaton 1957 in einer – sehr freien – Filmbiographie mit vollem Körpereinsatz darstellte, war folgender Gag: Als Kellner macht Keaton einen Purzelbaum rückwärts – mit einer vollen Kaffeetasse in der einen Hand, ohne deren Inhalt zu verschütten.
Der typische, etwas dunkle Keaton-Humor bricht sich allerdings erst mit der Schlusspointe Bahn: Ronald (Keaton) hat endlich seine Geliebte erobert, rennt mit ihr zur Kirche, lässt sich trauen. Schnitt auf die beiden als gealtertes und nörgelndes Ehepaar. Schnitt auf zwei Grabsteine. Ende.

### Stunts
Buster Keaton, selbst begeisterter Sportler, ist berühmt für seine Stürze und Stunts, die er in allen Filmen selbst ausführte – was ihn mehr als einmal an den Rand des Todes brachte (Our Hospitality, Sherlock, Jr.). Doch trotz seines sportlichen Talents musste er sich hier bei einem Stabhochsprung in ein Fenster im 1. Stock (und somit in das Zimmer der Geliebten) erstmals doubeln lassen, und zwar von Lee Barnes, Teilnehmer bei den Olympischen Spielen.

## Kritik
Das Lexikon des internationalen Films urteilte, der Film sei „fesselnde Unterhaltung“. Keaton präsentiere in ihm „einige seiner reizvollsten Einfälle und Gags“.